# トロント＝アイナル・エルデン
トロント＝アイナル・エルデン（Trond Einar Elden、1970年2月21日 - ）は、ノルウェー、ヌール・トロンデラーグ県Namdalseid出身の元ノルディック複合、クロスカントリースキー選手。兄のBård Jørgen Eldenも元ノルディック複合選手。

## プロフィール
1989年、19歳の誕生日を目前に控えたエルデンは世界選手権（フィンランド、ラハティ）で個人、団体の2冠に輝いた。続くジュニア世界選手権でも金メダルを獲得。ワールドカップでも2勝をあげて総合6位となった。
1989年と1991年のホルメンコーレン大会ノルディック複合で優勝、1991年にはホルメンコーレン・メダルを獲得した（ベガール・ウルバン、エルンスト・フェットーリ、イェンス・バイスフロクと同時受賞）。
1992年アルベールビルオリンピックで団体銀メダルを獲得、1993年の世界選手権では個人銅メダル、団体銀メダルを獲得した。
ワールドカップ総合では1990-1991シーズンの3位が最高位である。
エルデンはジャンプよりもクロスカントリーを得意とし、実に42回クロスカントリーで首位となっている。
その走力を生かし2000-2001シーズンからクロスカントリー専門に転向、おもにスプリント種目で活躍しこのシーズン種目別総合で5位となった。
2004年にはw:en:Egebergs Ærespris（ノルウェー人で複数のスポーツにおいて優秀な成績を残した選手に贈られる賞）を受賞した。
2005年1月に現役引退、複合のノルウェーナショナルチームコーチを務めている。